# Coupe du monde B de combiné nordique 2008
Navigation
2006 — 2007 2008 — 2009
| \| Høydalsmo Vuokatti Liberec Chaux-Neuve Szczyrk Eisenerz Pragelato \| Les sites des compétitions (manquent Iiyama et Hakuba) |
| Høydalsmo Vuokatti Liberec Chaux-Neuve Szczyrk Eisenerz Pragelato                                                              |

La coupe du monde B de combiné nordique 2007 — 2008 fut la dix-huitième et dernière édition de la coupe du monde B de combiné nordique, compétition de combiné nordique organisée annuellement de 1991 à 2008 et devenue depuis la coupe continentale.
Elle s'est déroulée du 14 décembre 2007 au 16 mars 2008, en 22 épreuves — dont deux annulées.
Cette coupe du monde B a débuté en Norvège, dans la station de Høydalsmo et a fait étape au cours de la saison
en Finlande (Vuokatti),
en République tchèque (Liberec),
en France (Chaux-Neuve),
au Japon (Iiyama et Hakuba),
en Autriche (Eisenerz),
pour s'achever en Italie, à Pragelato. Deux épreuves étaient prévues en Pologne, à Szczyrk, mais furent annulées.
Contrairement aux éditions précédentes, aucune épreuve de cette Coupe du monde B n'eut lieu sur le continent nord-américain ; en revanche, des épreuves eurent lieu au Japon, ce qui ne s'était pas produit depuis l'édition 2004.
Cette Coupe du monde B a été remportée par l'autrichien Marco Pichlmayer.

## Classement général
| Rang | Nom                | Points |
| ---- | ------------------ | ------ |
| 1    | Marco Pichlmayer   | 855    |
| 2    | Mark Schlott       | 691    |
| 3    | Magnus Krog        | 485    |
| 4    | Tomaz Druml        | 483    |
| 5    | Akito Watabe       | 474    |
| 6    | Tim Hug            | 466    |
| 7    | Pavel Churavý      | 391    |
| 8    | Taihei Katō        | 383    |
| 9    | Tom Beetz          | 371    |
| 10   | Jonathan Felisaz   | 344    |
| 11   | Jonas Nermoen (de) | 279    |
| 12   | Jens Kaufmann      | 276    |

## Calendrier
| Date                | Épreuve                                | Vainqueur                                      | Deuxième                                    | Troisième                                  |
| 1 — 3. Høydalsmo    |                                        |                                                |                                             |                                            |
| 14/12/2007          | Mass-start 10 km / HS 94               | David Zauner                                   | Matthias Menz                               | Tommy Schmid                               |
| 15/12/2007          | HS 94 / 15 km                          | Matthias Menz                                  | David Zauner                                | Marcel Höhlig                              |
| 16/12/2007          | Sprint HS 94 / 7,5 km                  | David Zauner                                   | Iver Markengbakken                          | Håvard Klemetsen                           |
| 4 — 6. Vuokatti     |                                        |                                                |                                             |                                            |
| 19/12/2007          | Sprint HS 100 / 7,5 km                 | David Zauner                                   | Matthias Menz                               | Tommy Schmid                               |
| 21/12/2007          | Mass-start 10 km / HS 100              | David Zauner                                   | Michael Hollenstein                         | Matthias Menz                              |
| 22/12/2007          | Sprint HS 134 / 7,5 km                 | David Zauner                                   | Matthias Menz                               | Taihei Katō                                |
| 7 — 8. Liberec      |                                        |                                                |                                             |                                            |
| 12/01/2008          | HS 134 / 15 km                         | Mikko Kokslien                                 | Marco Pichlmayer                            | Tom Beetz                                  |
| 13/01/2008          | HS 134 / 7,5 km                        | Marco Pichlmayer                               | Tomaz Druml                                 | Tom Beetz                                  |
| 9 — 11. Chaux-Neuve |                                        |                                                |                                             |                                            |
| 18/01/2008          | Sprint HS 100 / 7,5 km                 | Eric Camerota                                  | Marco Pichlmayer                            | Iver Markengbakken                         |
| 19/01/2008          | HS 100 / 15 km                         | Mikko Kokslien                                 | Sébastien Lacroix                           | Mathieu Martinez                           |
| 20/01/2008          | Sprint HS 100 / 7,5 km                 | Mikko Kokslien                                 | Jonathan Felisaz                            | Marco Pichlmayer                           |
| 12 — 13. Szczyrk    |                                        |                                                |                                             |                                            |
| 9/02/2008           | HS 95 / 15 km                          | Épreuves annulées                              | Épreuves annulées                           | Épreuves annulées                          |
| 10/02/2008          | Sprint HS 95 / 7,5 km                  | Épreuves annulées                              | Épreuves annulées                           | Épreuves annulées                          |
| 14. Iiyama          |                                        |                                                |                                             |                                            |
| 15/02/2008          | Sprint HS 89 / 7,5 km                  | Marco Pichlmayer                               | Tomaz Druml                                 | Yūsuke Minato                              |
| 15 — 17. Hakuba     |                                        |                                                |                                             |                                            |
| 17/02/2008          | Mass-start 10 km / HS 131              | Marco Pichlmayer                               | Akito Watabe                                | Tomaz Druml                                |
| 18/02/2008          | Sprint HS 131 / 7,5 km                 | Jens Kaufmann                                  | Akito Watabe                                | Tim Hug                                    |
| 19/02/2008          | HS 131 / 15 km                         | Mark Schlott                                   | Marco Pichlmayer                            | Eric Camerota                              |
| 18 — 19. Eisenerz   |                                        |                                                |                                             |                                            |
| 8/03/2008           | HS 95 / 15 km                          | Mark Schlott                                   | Pavel Churavý                               | Magnus Krog                                |
| 9/03/2008           | Sprint HS 95 / 7,5 km                  | Giuseppe Michielli                             | Nicolas Martin                              | Tim Hug                                    |
| 20 — 22. Pragelato  |                                        |                                                |                                             |                                            |
| 14/03/2008          | HS 140 / 15 km                         | Mark Schlott                                   | Pavel Churavý                               | Magnus Krog                                |
| 15/03/2008          | Sprint par équipes HS 140 / 2 x 7,5 km | Norvège I- Torkild Rasmussen Aam - Magnus Krog | France I- Nicolas Martin - Jonathan Felisaz | Autriche I- Marco Pichlmayer - Tomaz Druml |
| 16/03/2008          | Sprint HS 140 / 7,5 km                 | Magnus Krog                                    | Lukas Klapfer                               | Tim Hug                                    |